# Tennessee Walking Horse
Il Tennessee Walking Horse o Tennessee Walker è una razza di cavallo da andatura conosciuto per la sua peculiare corsa camminata ("running walk") in quattro tempi. È conosciuto anche per il suo movimento appariscente, e ricopre un ruolo fondamentale nella tradizione americana dei cavalli da passo. Nacque nel sud degli Stati Uniti, nel Tennessee, stato invaso dai coloni, come aiuto nelle fattorie e nelle piantagioni. È un cavallo da sella comune grazie al suo temperamento calmo, alla sua andatura morbida e regolare, senza sobbalzi, e al suo passo sicuro. Il Tennessee Walking Horse, un tempo impiegato nelle piantagioni, oggi è spesso usato durante gli spettacoli, ma è anche popolare come cavallo da passeggiata con equipaggiamento sia inglese che americano del sud, e come cavallo da tiro leggero. Alcuni Tennessee Walkers sono visibili anche in film, spettacoli televisivi e altre prestazioni.
La razza si sviluppò a partire dalla fine del XVIII secolo quando le razze Narragansett Pacer e Canadian Pacer, provenienti dall'est degli Stati Uniti, vennero incrociate con la razza da andatura Spanish Mustang del Texas. Altre razze vennero aggiunte dopo, e nel 1886 nacque un puledro chiamato Black Allan, trottatore standard oggi considerato il padre fondatore della razza. Questa razza venne infatti selezionata dai portatori di cotone che necessitavano di un cavallo robusto e docile, con un'andatura comoda e che fosse in grado di portare il proprietario per molte ore mentre questo sorvegliava il lavoro nei campi.
Il Tennessee Walker venne riconosciuto ufficialmente nel 1935, quando nacque la Tennessee Walking Horse Breeders's Association, che chiuse il libro genealogico nel 1947.
Nel 1939 si tenne la prima celebrazione nazionale, la Tennessee Walking Horse National Celebration. All'inizio del XXI secolo questo evento annuale attirò attenzioni e controversie considerevoli, a causa degli sforzi volti a prevenire l'abuso di cavalli che venivano allenati per migliorare la loro prestazioni nel recinto durante lo spettacolo.
Le due categorie principali di competizione in cui è coinvolto il Tennessee Walker sono chiamate "flat-shod" (calzata piatta) e "performance", distinte dal movimento desiderato della gamba. La specialità di questa razza è tenere alte le ginocchia a tutte le andature. In particolare, i cavalli da "flat-shod" calzano normali ferri di cavallo ed esibiscono movimenti meno esagerati. I cavalli da performance vengono invece calzati con blocchi costruiti, "built-up pad" chiamati "stack", insieme ad altri dispositivi volti ad appesantire, creando il cosiddetto stile "Big Lick". La Federazione Equestre degli Stati Uniti, la United States Equestrian Federation, e alcune organizzazioni sulle razze ora proibiscono e sanzionano l'uso di "stack" e altri dispositivi durante gli spettacoli.
Inoltre il Tennessee Walking Horse è la razza maggiormente influenzata dall'Horse Protection Act del 1970. Quest'ultima proibisce la pratica del "soring", una pratica abusiva usata per migliorare il movimento "Big Lick" durante gli spettacoli. Nonostante la legge, alcuni cavalli vengono ancora abusati. La controversia sulle continue pratiche di "soring" ha generato un divario all'interno della comunità di allevamento (la "breeding community"), accuse penali contro una serie di individui e la creazione di diverse organizzazioni di allevamento separate.

## Storia
Il Tennessee Walker ebbe origine nella regione Bluegrass del Tennessee durante la fine del XIX secolo, dall'incrocio delle razze Narragansett Pacer e Canadian Pacer. Questi vennero spostati dal Kentucky al Tennessee a partire dal 1790, con gli Spanish Mustangs importati dal Texas. 
Questi cavalli furono allevati nei pascoli calcarei del Tennessee del Centro, e divennero conosciuti come "Tennessee Pacers". Gli agricoltori della regione cercavano un cavallo adatto al lavoro nei campi, ma che potesse anche essere cavalcato comodamente. Originariamente usati come cavalli per ogni scopo nelle piantagioni e nelle fattorie, venivano infatti usati anche per cavalcate, traino e corsa. Erano conosciuti per i loro andamenti morbidi e il loro passo sicuro nei terreni rocciosi del Tennessee. Divennero infatti noti come "plantation horses".
Negli anni, anche il sangue del Morgan, del Trottatore Americano (Standardbred), del Purosangue Inglese (Thoroughbred) e dell'Americano da Sella (American Saddlebred) venne aggiunto alla razza. Queste razze vennero introdotte dai coloni giunti in Tennessee, e ognuna di esse tramandò al Tennessee Walker i propri pregi principali: il Morgan la docilità, l'Americano da Sella l'eleganza, il Purosangue Inglese la qualità, e il Trottatore la forza, la solidità e l'attitudine alle andature. 
Molto apprezzato era anche l'aspetto, poiché gli abitanti dello stato del sud andavano fieri della qualità dei loro cavalli.
Nel 1886 nacque Black Allan (in seguito conosciuto come Allan F-1), dallo stallone Allendorf (dalla famiglia degli Hambletonian degli Standardbreds) e da una giumenta Morgan di nome Maggie Marshall, e divenne il padre fondatore della razza Tennessee Walking. Black Allan possedeva una caratteristica particolare: non riusciva a trottare facilmente, ma si muoveva molto bene al passo e al galoppo, per questo fu usato per allevamento e riproduzione. Dalla sua linea nacque, nel 1904, un puledro chiamato Roan Allan. Data la sua abilità nell'esibirsi in diversi tipi di andature lente, Roan Allen divenne un cavallo da spettacolo di successo, e a sua volta generò diversi celebri Tennessee Walkers.
A partire da Black e Roan Allen la razza si sviluppò rapidamente e venne successivamente ingentilita dall'apporto dell'Americano da Sella Giovanni nel 1914. Fu poi apportato sangue dal Trottatore Americano e del Narragansett. Il risultato fu un cavallo piacevole e tranquillo, da passeggio e parata, con elegante passo alto e cadenzato.
La razza guadagnò popolarità e nel 1935 fu fondata l'Associazione allevatori ed espositori di cavalli da passeggio, la "Tennessee Walking Horse Breeders' Association". Per riflettere l'interesse nei cavalli da spettacolo, il nome venne cambiato nel 1974 nell'attuale "Tennessee Walking Horse Breeders' and Exhibitors' Association" (TWHBEA). Lo studbook venne chiuso nel 1947, sancendo che da quella data ogni Tennessee Walker debba aver registrato sia la giumenta che lo stallone, per poter essere idoneo alla registrazione. Nel 1950 il Dipartimento dell'Agricoltura degli Stati Uniti riconobbe il cavallo Tennessee Walking come razza distinta.
Nel 2000 il Tennessee Walking Horse venne nominato come il cavallo ufficiale dello stato del Tennessee. Ora è la terza razza di cavallo più comune nel Kentucky, dopo il Purosangue Inglese e l'American Quarter Horse. Dal 2005, 450,000 cavalli sono stati registrati durante l'esistenza del TWHBEA, con registrazioni annuali di 13,000-15,000 nuovi puledri. Il Tennessee Walker è più comune nel sud e sud-est degli Stati Uniti, ma si trova dappertutto nel paese.

## Morfologia

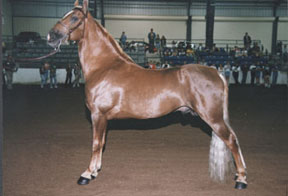
Morfologia di un Tennessee Walking Horse

Il moderno Tennessee Walking Horse è descritto come "raffinato ed elegante, ma anche dalla solida struttura". Esso infatti possiede un'andatura comoda e di grande effetto con temperamento socievole ma energico.
È un cavallo di tipo mesomorfo di altezza al garrese compresa tra m 1.52 e m 1.62 e con un peso compreso tra 410 e 540 kg. Vive in media 30 anni e il mantello è vario e può essere morello, baio, baio oscuro, sauro, grigio o roano.
La sua testa è grande e ha un profilo rettilineo, con orecchie piccole e appuntite, con occhi dallo sguardo dolce e narici ampie. Il collo è arcuato e muscoloso, lungo e largo alla base. Il petto è largo e muscoloso e il torace ampio e profondo.
Il garrese si presenta abbastanza pronunciato ma non ben staccato, la linea dorso-lombare è dritta con un dorso breve e forte.
La groppa è ben muscolosa e orizzontale e l'attaccatura della coda è alta e la stessa è poi portata eretta.
Le spalle e i fianchi sono lunghi e inclinati, con una groppa corta e una forte attaccatura tra le regioni prima citate e gli arti stessi. Gli arti sono solidi e ben muscolosi, con buono sviluppo scheletrico e il piede è proporzionato e resistente. Gli arti posteriori sono molto angolati e i garretti sono rivolti all'interno ("cow-hocked") e a forma di falce ("sickle-hocked").
Il Tennessee Walking Horse è conosciuto per la sua indole calma e per la sua andatura pulita e naturale. Sono famosi per i loro rapidi movimenti e sono usati nei sentieri e nei ring dello spettacolo.
Il Tennessee Walking Horse ha tre andature: la camminata piatta ("flat walk"), la corsa camminata ("running walk") ovvero una andatura in 4 tempi che gli consente di arrivare a 32 km/h e mentre si esibisce il cavallo muove la testa a ritmo con l'andatura stessa, e il piccolo galoppo ("rolling canter"), ovvero un'andatura in 3 tempi dove ci sono tre battute dello zoccolo a terra. L'andatura "running walk" è talmente ampia che in essa l'impronta dei posteriori sopravanza quella degli anteriori.
I movimenti che il cavallo realizza forniscono al fantino una assoluta comodità, consentendo lunghe passeggiate anche su terreni accidentati senza creare stanchezza, questo perché tale razza accompagna ogni passo ad un movimento ritmico e sincronizzato, agendo da ammortizzatore.

## Usi
Il Tennessee Walking Horse è noto per la sua comparsa negli spettacoli di cavalli, in particolare nelle performance di monta inglese. È comunque un cavallo molto utilizzato per percorrere sentieri naturali, talvolta proprio per l'endurance. Per promuovere questo uso, la THWBEA mantiene un programma di decisioni con l'American Endurance Ride Conference. 
Nel ventesimo secolo, il Tennessee Walking Horse venne incrociato con il Welsh Pony per dar vita all'American Walking Pony, una razza da passo. La razza è stata presentata anche in televisione, in alcuni film e in altri eventi. Il cavallo di Lone Ranger, "Silver" fu al tempo interpretato da un Tennessee Walking. "Trigger Jr", il successore dell'originale "Trigger" del famoso Roy Rogers, fu interpretato da un Tennessee Walking che si chiamava "Allen's Gold Zephir". La posizione di "Traveler", la mascotte dell'Università Trojans del Sud della California, fu tenuta varie volte da un Tennessee Walking di razza pura e da un Tennessee Walking incrociato con un cavallo Arabo.

## Spettacoli equestri

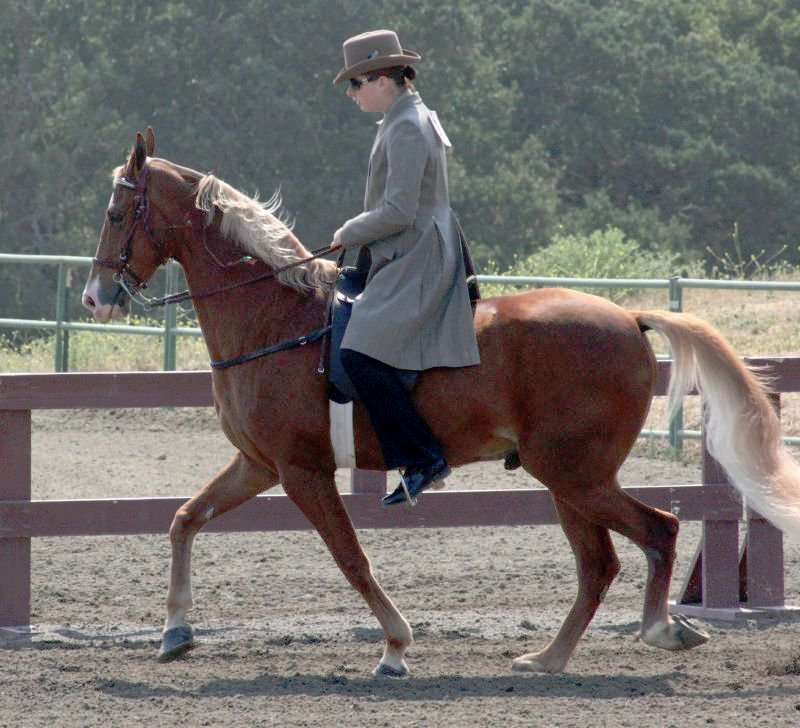
Spettacolo di cavalli di razza Tennessee Walking Horse

Le due categorie di base delle competizioni del Tennessee Walking Horse show sono chiamate "flat-shod" e "performance". I cavalli "flat-shod" (con le scarpe piatte) competono in molte discipline diverse sia sotto la monta western che in quella inglese. Negli spettacoli in cui il cavallo compete nel "flat shod Park pleasure", esso è giudicato per la sua brillantezza e per la sua presenza sul ring dello spettacolo, pur essendo un cavallo ben educato, equilibrato e gestibile.
Il "Park Pleasure" è il più animato delle divisioni "flat-shod". Per i cavalli flat-shod sono usati i normali ferri di cavallo e non sono autorizzati cuscinetti o dispositivi di azione, anche se i loro zoccoli sono talvolta tagliati con un angolo leggermente inferiore e con la punta più naturale di quanto visto sulle razze di cavalli utilizzati per il lavoro con le mandrie, definiti come "stock horse".
I Tennessee Walking Horses sono tipicamente mostrati agli spettacoli con una lunga criniera e lunga coda. Le code fissate artificialmente sono più utilizzate nelle classi "di performance", sui cavalli "full-grown" nelle classi "halter" (quindi con il cavallo condotto a mano e non cavalcato) ed in alcune competizioni di trotto, ma generalmente non sono permesse nel pleasure (competizione di monta americana dove viene valutata la comodità del movimento) o nella competizione flat-shod.
I cavalli da esibizione, a volte chiamati "padded" o "built up", esibiscono andature appariscenti e animate, sollevando le zampe anteriori da terra con ogni passo. Questa azione esagerata è talvolta chiamata "Big Lick". I cavalli sono calzati con cuscinetti a doppio e triplo chiodo, che sono a volte chiamate "stock". Questa forma di calzatura è ora vietata negli spettacoli gestiti dalla National Walking Horse Association (NWHA) e dalla United States Equestrian Federation (USEF).
I cavalli delle classi western indossano attrezzature simili a quelle utilizzate da altre razze nelle classi di "pleasure" e i fantini non possono mescolare attrezzature in stile inglese e western, ma devono indossare un cappello o un casco negli spettacoli di monta americana. I cappelli non sempre sono obbligatori ma l'uso dei caschi di sicurezza è consentito, varia infatti da fortemente consigliato a richiesto, in alcune classi di prestazioni.

### Horse Protection Act
L'esposizione e la vendita di Tennessee Walking Horses e di altre razze di cavalli è disciplinata dal Horse Protection Act del 1970 (HPA) Archiviato il 19 aprile 2021 in Internet Archive. a causa delle preoccupazioni circa la pratica del soring. Questo si è sviluppato durante gli anni 1950 e si è diffuso negli anni 1960, con conseguente protesta pubblica contro di esso. Il Congresso approvò l'Horse Protection Act nel 1970, dichiarando la pratica "crudele e disumana". La legge vieta a chiunque di entrare in uno spettacolo, vendita, asta o esposizione di cavalli doloranti e vieta ai conducenti di trasportare cavalli doloranti a una vendita o a uno spettacolo.
Il Congresso delegò la responsabilità legale per l'applicazione alla gestione delle vendite e delle esposizioni dei cavalli, ma pose l'amministrazione dell'atto all'Animal and Plant Health Inspection Service (APHIS) del Dipartimento dell'Agricoltura degli Stati Uniti (USDA). Le violazioni dell'HPA possono comportare accuse penali, multe e pene detentive. L'USDA certifica alcune Horse Industry Organizations (Hios) per formare e abilitare Designated Qualified Persons (Dqps) per completare le ispezioni. Squadre di ispezione APHIS, che comprendono ispettori, investigatori e veterinari, conducono anche ispezioni senza preavviso di alcune mostre di cavalli, e hanno l'autorità di revocare la licenza di un DQP che non rispetta le norme di legge.
Soring è definito dall'HPA con quattro significati:
1. Un agente irritante che è stato applicato, internamente o esternamente, da una persona a qualsiasi arto di un cavallo,
2. Qualsiasi bruciatura, taglio o lacerazione è stata inflitta da una persona su qualsiasi arto di un cavallo,
3. Qualsiasi puntina, chiodo, vite, o l'agente chimico è stato iniettato da una persona o utilizzato da una persona su qualsiasi arto di un cavallo,
4. Qualsiasi altra sostanza o dispositivo è stato utilizzato da una persona su qualsiasi arto di un cavallo, e a seguito di tale applicazione, inflizione, iniezione, uso o pratica, tali cavalli soffrono o possono ragionevolmente soffrire dolore fisico o angoscia, infiammazione o zoppia quando camminano.

I dispositivi di azione, che rimangono legali ma sono spesso utilizzati in combinazione con pratiche di soring illegali, sono definiti nel Codice dei regolamenti federali come "qualsiasi stivale, collare, catena o altro dispositivo che circonda o è posto sull'estremità inferiore della gamba di un cavallo in modo tale da poter ruotare intorno alla gamba o scorrere su e giù la gamba in modo da provocare attrito, o che può colpire lo zoccolo, la banda di Coronet o l'articolazione".
Tra il 1978 e il 1982, l'Università di Auburn ha condotto ricerche sull'effetto delle applicazioni di sostanze irritanti chimiche e fisiche alle gambe dei Tennessee Walking Horses. Lo studio ha rilevato che catene di qualsiasi peso, utilizzate in combinazione con il soring chimico, producevano lesioni e dolore nei cavalli. Tuttavia, catene di 6 once o più leggero, utilizzati da soli, non ha prodotto dolore, danni ai tessuti o cambiamenti termografici.
Il soring può essere rilevato osservando il cavallo per zoppia, valutando la sua posizione e palpando le gambe inferiori. Alcuni addestratori ingannano gli ispettori addestrando i cavalli a non reagire al dolore che la palpazione può causare, spesso punendo severamente il cavallo per indietreggiare quando la zona dolorante viene toccata. La pratica è talvolta chiamata "stewarding", in riferimento a horse show steward. Alcuni allenatori usano anestetici topici, che sono programmati per svanire prima che il cavallo vada sul ring. Si usano anche le punture a pressione, eliminando del tutto l'uso di sostanze chimiche. Gli addestratori che irritano i loro cavalli sono stati osservati uscire dal campo dello spettacolo quando scoprono che le squadre di ispezione federali sono presenti.
Anche se illegale secondo la legge federale per più di 40 anni il soring è ancora praticato; accuse penali sono state presentate contro le persone che violano la legge. L'applicazione dell'HPA è difficile, a causa di bilanci di ispezione limitati e di problemi con l'applicazione lassista da parte degli ispettori che sono assunti dagli spettacoli erano alla polizia. Di conseguenza, mentre nel 1999 c'erano otto Hios certificati entro il 2010, solo tre organizzazioni sono rimaste certificate come Hios, tutte note per essere attivamente per terminare il lavoro di soring.
Nel 2013, la legislazione per modificare e rafforzare l'HPA è stata introdotta al Congresso. Il presidente e il comitato esecutivo del TWHBEA hanno votato a favore di questa legislazione, ma il consiglio di amministrazione ha scelto di non farlo. Il disegno di legge bipartitico, H.R. 1518, è stato sponsorizzato dal rappresentante Ed Whitfield (R-KY) e dal rappresentante Steve Cohen (D-TN), con 216 co-sponsor. Il 13 novembre 2013 si è tenuta un'udienza dove i sostenitori includevano l'American Horse Council, l'American Veterinary Medical Association, i membri del TWHBEA, l'International Walking Horse Association e gli Friends of Sound Horses. Gli oppositori includevano membri della Performance Horse Show Association e del Tennessee Commissioner of Agriculture. La legislazione non è stata approvata nel 113º Congresso ed è stata reintrodotta nel 2015 per il 114º Congresso. Nel 2016, l'USDA ha proposto nuove regole indipendenti dal PAST Act, vietando stock e catene, e fornendo ispezioni più severe presso i granai di formazione, aste, e spettacoli.

### Leggi sullo spettacolo e organizzazioni
Le controversie sulle regole di calzatura, le preoccupazioni riguardanti il soring e la conformità dell'industria di razza con il Horse Protection Act ha portato allo sviluppo di molteplici organizzazioni da parte del governo. Il registro delle razze è tenuto dal TWHBEA, che promuove tutte le discipline di equitazione all'interno della razza, ma non sanziona le mostre di cavalli.
L'USEF attualmente non riconosce né sanziona alcun spettacolo di Tennessee Walking Horse e nel 2013 ha vietato l'uso di dispositivi di azione in qualsiasi classe.
Il Tennessee Walking Horse Heritage Society è un gruppo dedicato alla conservazione delle linee di sangue originali Tennessee Walker, principalmente per uso come cavalli da corsa e da pleasure, piuttosto che per mostre. I cavalli elencati dall'organizzazione discendono dalla fondazione Bloodstock registrata dalla TWHBEA. I Pedigree non possono includere i cavalli che sono stati mostrati con stock dopo il 1976.
Due organizzazioni si sono formate per promuovere l'esibizione di cavalli flat shod: la National Walking Horse Association (NWHA) promuove solo cavalli con andatura naturale, esso ha il suo regolamento, ed è l'organizzazione ufficiale affiliata USEF per la razza. La NWHA sanziona i giudici delle esposizioni ippiche e delle licenze ed è un’autorizzazione HIO.
La NWHA stava costruendo il proprio "registro di monitoraggio" per documentare sia i risultati ottenuti con il pedigree che le prestazioni dei cavalli registrati. Questi includevano il Spotted Saddle Horse e Racking Horse razze, nonché il Tennessee Walker. Tuttavia, la NWHA è stata citata in giudizio dalla Tennessee Walking Horse Breeders & Exhibitors Association (TWHBEA), che alla fine ha vinto alcune concessioni riguardanti l'uso dei certificati di registro protetti da copyright della TWHBEA da parte della NWHA. Mentre la sentenza non vietava alla NWHA di continuare il suo servizio di registro, questo non è più pubblicizzato sul sito web della NWHA.
Friends of Sound Horses (FOSH) promuove anche l'esposizione di cavalli "flat-shod" e "barefoot horses". Autorizza i giudici sia per le classi di pleasure che per il dressage, promuove l'uso di cavalli con andatura a distanza e attività equestri sportive, ed è un HIO autorizzato.
Due organizzazioni promulgano le regole per le esposizioni del cavallo in cui i dispositivi di azione sono permessi: l'associazione dei proprietari ambulanti del cavallo (WHOA) e "S.H.O.W." ("cavalli sani, giudizio onesto, ispezioni obiettive, vincita ragionevolmente") che disciplina la celebrazione nazionale del Tennessee Walking Horse. La Celebrazione si tiene a Shelbyville, Tennessee, ogni agosto dal 1939. È considerato il concorso vetrina per la razza.  All'inizio del XXI secolo, la Celebrazione ha attirato grande attenzione e polemiche a causa delle preoccupazioni che riguardano le violazioni del Horse Protection Act.

## Soring
Il soring è una pratica considerata maltrattamento, in quanto comporta l’utilizzo di sostanze chimiche e obbliganti sui piedi dei cavalli che fanno percepire loro bruciore e dolore e quindi fanno loro alzare gli arti in modo rapido, vistoso, molto spettacolare (movimento definito “Big Lick”). Questa pratica è largamente impiegata negli spettacoli dei Tennessee Walking Horses, nonostante, per esempio, in America, sia considerata illegale. Il 25 luglio 2019, la Camera dei Rappresentanti degli Stati Uniti ha votato con 333 voti, contro 96, per il progetto di legge che ha potuto fermare, per quanto possibile, la pratica del soring. Oltre al soring è diffusa in questi spettacoli anche la pratica del taglio dei nervi della coda al fine di favorirne un portamento particolarmente gradito agli occhi degli intenditori del settore.

## Versatilità e Problemi di salute
Il Tennessee Walking Horse è un cavallo dal temperamento tranquillo, ideale per i principianti. Essendo versatile e docile è adatto a molti ciclisti (quelli più anziani o quelli con problemi fisici). Può inoltre essere adatto ai più giovani come cavallo da spettacolo. È un cavallo che può imparare a cavalcare, competere e persino insegnare ai più piccoli a cavalcare; è bene però prestare attenzione al fatto che si muove in modo diverso dai cavalli senza andature: di solito ci si appoggia ad un addestratore al fine di ottenere prestazioni sempre migliori e che rispecchiano il fine o del proprietario, o di chi monta il cavallo in questione. Inoltre, sono noti per avere problemi di salute minimi, purché ricevano cure adeguate (è sempre consigliata la supervisione di un veterinario). I problemi di salute cui questa razza è più incline sono:
- paralisi periodica ipercaliemica: disturbo che interessa il tessuto muscolare e che in particolare provoca spasmi, paralisi o debolezza
- miopatia da accumulo di polisaccaridi: disturbo che danneggia il tessuto muscolare e causando rigidità o dolore
- ipertermia maligna: disturbo che aumenta in modo anomalo l’attività metabolica dell’animale, con conseguente innalzamento della sua temperatura corporea e della frequenza cardiaca

Il prezzo di un Tennessee Walking Horse si aggira mediamente intorno ai 3000€, ma dipende dall’età, dalla salute, da dove proviene.

## Mantello

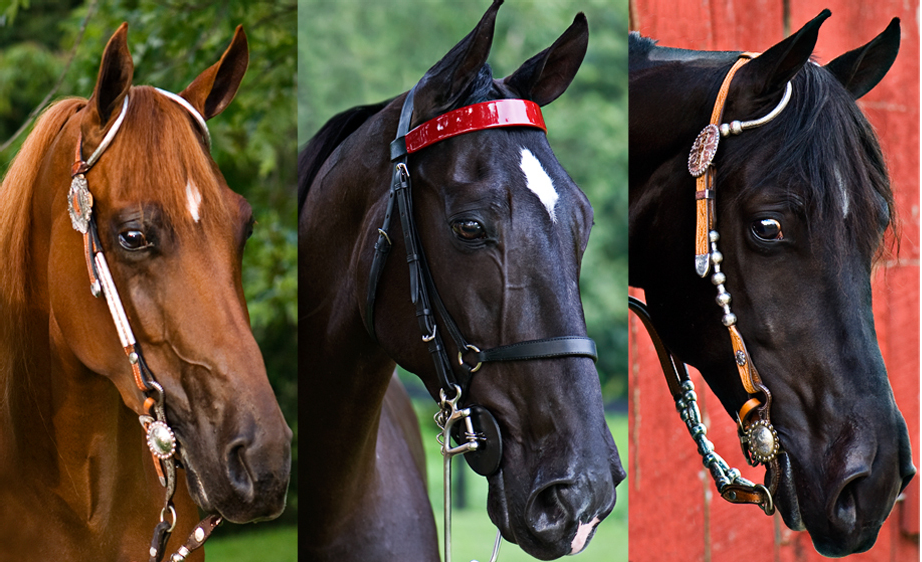
Differenti tipi di mantello.

Il mantello (o manto) è il complesso dei peli che rivestono il corpo del cavallo, proteggendolo dagli agenti atmosferici. Il suo colore e disegno è l'elemento tra i più significativi nella distinzione tra i soggetti, anche se apparentemente sembra dello stesso colore, nel mantello ha caratteristiche e particolarità che servono per il suo riconoscimento. Il Tennessee Walinkg può assumere diversi mantelli, quali:
- Baio: Il baio presenta crini ed estremità nere e corpo marrone in tutte le sue gradazioni. Il baio, essendo il mantello ancestrale del cavallo, è il più diffuso.
- Morello: È un manto completamente nero che caratterizza alcune razze, come il Frisone e il Murgese.
- Sauro: È marrone rossastro o color zenzero. Può variare dal marrone chiaro ai colori più scuri. La coda e la criniera sono dello stesso colore del mantello o più chiari.
- Grigio: Detto grigio o leardo è un mantello formato da peli bianchi e neri mescolati. Il grigio varia dal bianco candido al grigio scuro. La particolarità di questo mantello è che alla nascita l'animale si presenta di colorazione molto scura, che però imbianca progressivamente con l'età, solitamente dopo il primo anno. È così detto anche il mantello comunemente definito bianco, poiché la cute è grigia.
- Roano: Presenta una mescolanza di peli bianchi, rossi e neri. In realtà, il roano provoca una mescolanza di peli bianchi al mantello di base dell'animale che sono maggiormente distribuiti sul tronco e si fanno più radi verso testa, crini ed arti. A differenza del grigio, i cavalli roani nascono già con questo mantello.

## Grooming
Il Tennessee Walking Horse è un cavallo che ha bisogno di una toelettatura quotidiana (spazzolare le gambe, il viso, la circonferenza e le aree della sella)  al fine di mantenere un pelo sano e una pelle chiara; con la toelettatura, infatti, tutti gli oli della pelle si distribuiscono uniformemente sul suo corpo. La toelettatura è molto utile sia prima che dopo una sessione di lavoro: dopo l'attività fisica, soprattutto in estate, è utile che si distribuisca uniformemente anche il sudore. È infine consigliato spazzolare la coda del cavallo con l'aiuto di un districante affinché esso possa utilizzare al meglio la coda per scacciare le mosche; in inverno l'ausilio di uno shampoo senza risciacquo pulisce, condiziona e districa al meglio coda e criniera.

## Dieta
Il Tennessee Walking Horse necessita di una dieta equilibrata in termini di carboidrati, proteine, grassi, minerali, vitamine e acqua; può sostenere però erba fresca, fiocchi d'avena, fieno e altri cereali come orzo e crusca. Invece, dolcetti come carote e mele devono essere somministrati con moderazione.